# Mathias Schmuzer

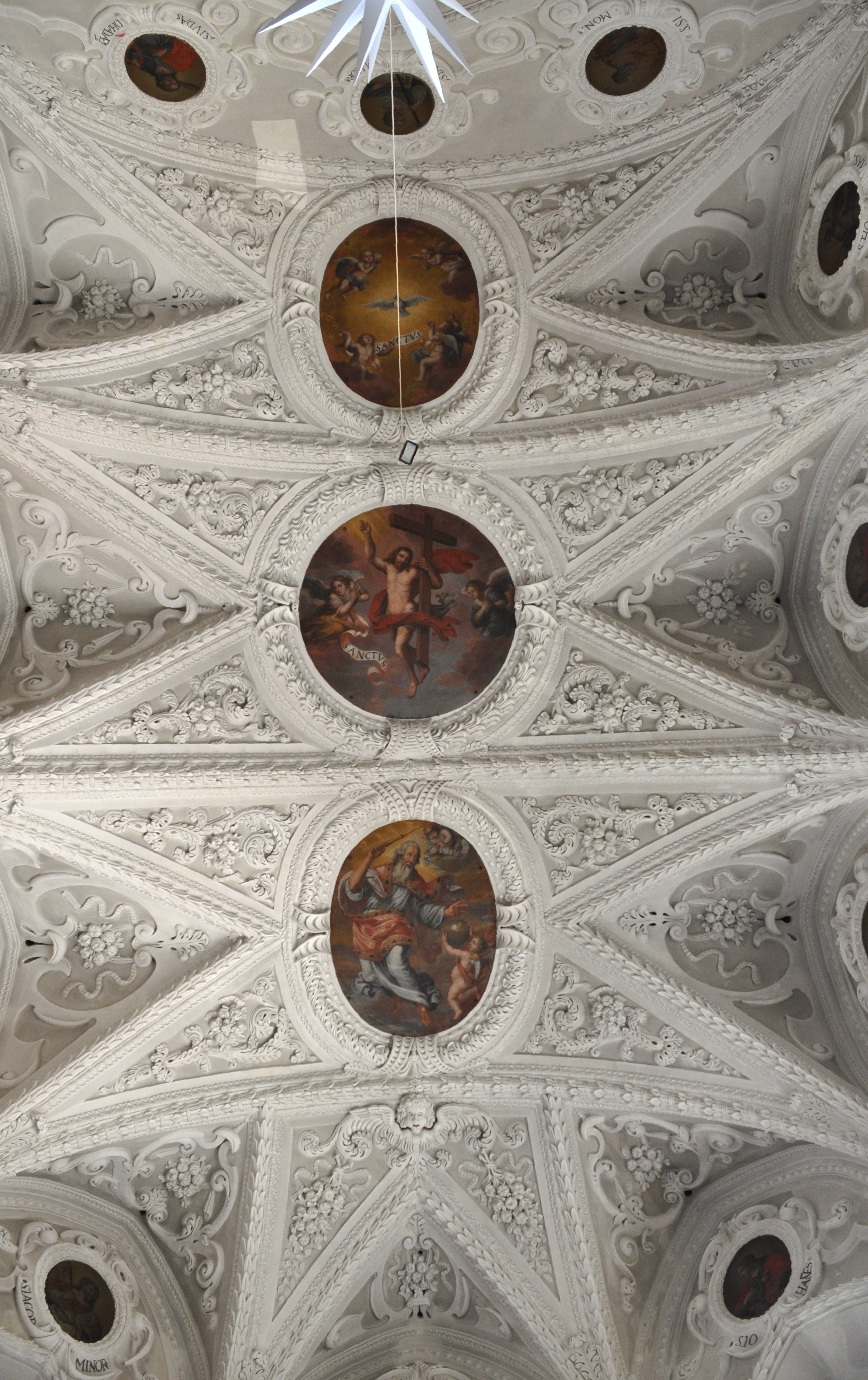
Chordecke der Pfarrkirche St. Jakob in Oettingen

Mathias Schmuzer II. (auch Matthias oder Matthäus; * 1634 in Gaispoint; getauft am 24. Februar; † Dezember 1686 in Augsburg) war ein Stuckateur der Wessobrunner Schule aus der Künstlerfamilie Schmuzer. Seine Tochter Maria Afra heiratete am 27. September 1693 in Öttingen seinen Schüler, den Stukkateur und Baumeister Johann Georg Brix der 1694 die Decke im Kaisersaal Wettenhausen im Kloster Wettenhausen stuckierte.

## Familie
Sein Vater war Mathias I. Schmuzer (auch Matthäus, * in Wessobrunn; † zwischen 1693 und 1704) außer Mathias II. hatte er noch die Söhne Michael Schmuzer (* 1639, getauft 19. Oktober) und Johann Schmuzer (* 1642 getauft am 13. Mai; † 1701 in Wessobrunn). Seine beiden Söhne waren Franz I. Schmuzer (* 1676, getauft am 10. November; † 21. April 1741 in Wessobrunn) und Joseph Schmuzer (* 1683 in Gaispoint, getauft am 13. Februar; † 19. März 1752 in Wessobrunn). Er hatte den Sohn Franz II. Xaver Schmuzer (* 1713, getauft 27. November; † 24. April 1775 in Wessobrunn).

## Werke

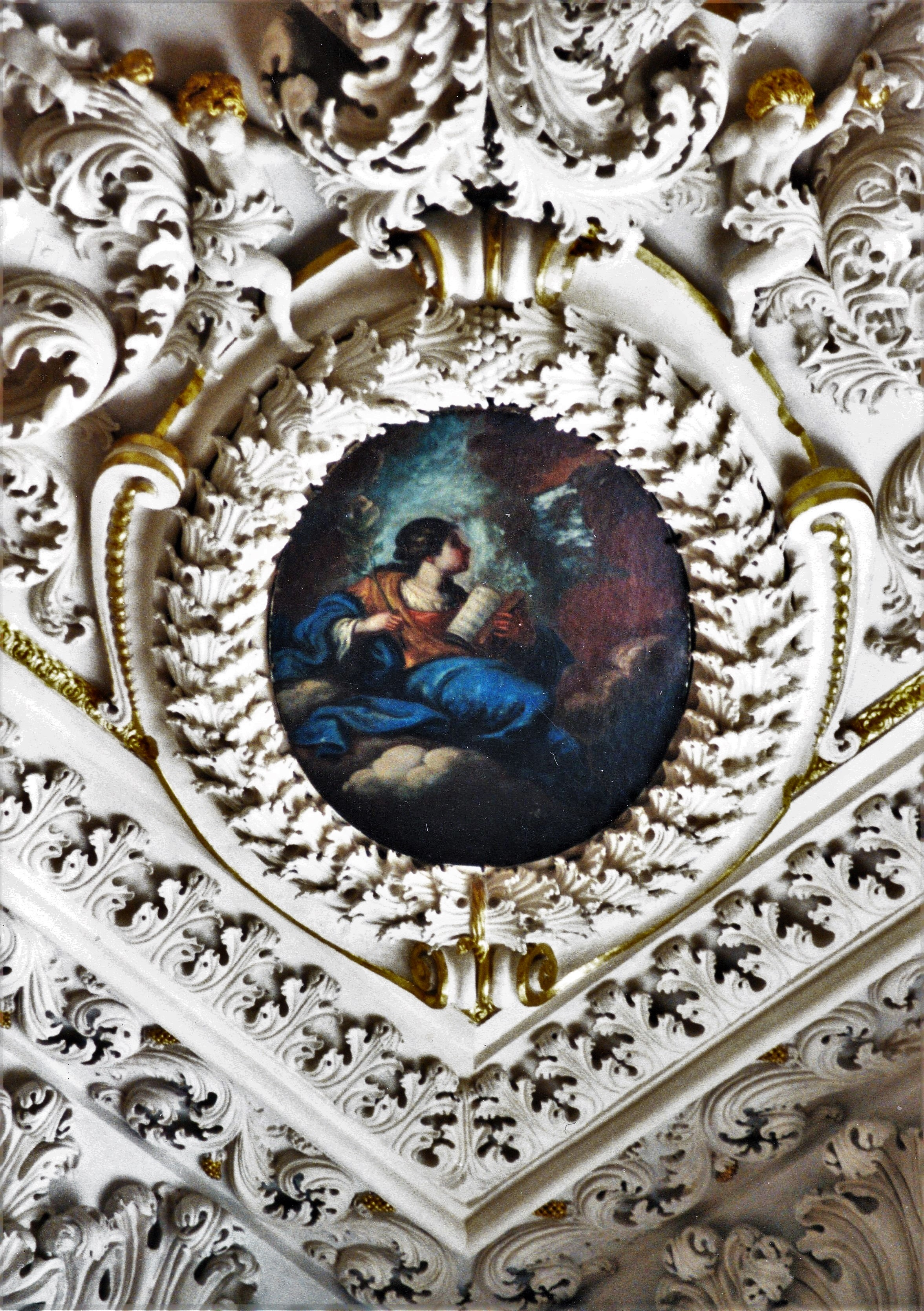
Neues Schloss Öttingen mit Johann Georg Brix: Decke im Goldenen Saal

Arbeiten von Schmuzer finden sich unter anderem an folgenden Orten:
- Franziskanerinnenkloster Kaufbeuren
- Kloster Ottobeuren
- Deutschordenskommende Blumenthal (bei Aichach)
- St. Ulrich und Afra, Augsburg,
- Prälatur Heilig Kreuz, Augsburg
- Fürstliches Residenzschloss Oettingen und evangelische Pfarrkirche St. Jakob, 1680–1681